# ザ・ビートルズ (アルバム)
『ザ・ビートルズ』（The Beatles）は、イギリスにおいて1968年11月22日に発売されたビートルズの10作目のイギリス盤公式オリジナル・アルバム。アメリカレコード協会に2019年現在、アメリカでの売り上げ枚数は2400万枚（1200万セット）で、歴代4位として認定されている。通称は『ホワイト・アルバム』である。

## 解説

### 概要
ビートルズのオリジナル・アルバムとしては唯一の2枚組である。本作はビートルズ自身が設立したアップル・レコードから発売された初のアルバムとなった（レコード生産や販売はそれまで所属していたEMI（イギリス）、キャピトル・レコード（アメリカ）、東芝音楽工業株式会社（日本）が継続して行った）。イギリスの画家リチャード・ハミルトンとポール・マッカートニーによって監修されたアルバムジャケットは白一色で、そのジャケットの外観から『ホワイト・アルバム』という俗称で呼ばれることが多い。当初アルバム名は、ヘンリック・イプセンの『人形の家』にあやかり、「A Doll's House」だったが、1968年7月にファミリーが『ミュージック・イン・ア・ドールズハウス』というアルバムでデビューしたため、現行のセルフタイトルに変更された。
2枚組30曲入り、総収録時間は90分超でかつ多種多様な楽曲が収録されており、現代音楽の全ての要素が詰まっていると評されるほど多彩な作品が集められている。前作まででみられたサイケデリックな雰囲気は薄くなり、バンド・サウンドを活かした簡潔なアレンジが施された楽曲が多くなった。しかしながらソロ作品の集合体といった趣もあり、全体として散漫な印象を与えると評されることもある。

### 背景
本作の収録曲の殆どは、1968年2月から4月にかけてインドのリシケーシュにて行われたマハリシ・マヘーシュ・ヨーギーによる瞑想旅行時に書かれている。この時期に書かれた楽曲は全部で約40曲ほど存在するという。この計画はジョージ・ハリスンの提案により、「人生の本当の意味を見つける」ことを目標に行われた。また、瞑想旅行にはシンガーソングライターのドノヴァン、ビーチ・ボーイズのメンバーであるマイク・ラヴも参加している。
しかし、メンバーは旅行の日程が終了する前にリシケーシュを去った。リンゴ・スターはインドの食事や環境に馴染めず、開始から2週間も経たない3月1日に、ポール・マッカートニーは3月中旬に帰国の途についた。インドの宗教に強い関心を寄せていたハリスンとジョン・レノンは4月頃まで滞在していたという。レノンがリシケーシュを離れた理由は、マハリシが旅行に同行した女性参加者に性的な行為を行ったという噂を聞き、失望したためとされている。しかし、この話は噂であり、誤りであることが後に判明する。
5月、ハリスンの自宅にメンバー全員が集合し、レノン、マッカートニー、ハリスンの3人がアコースティック・ギター、スターがボンゴを演奏し、リシケーシュで制作した新曲のうち、26曲のデモ・テープ（通称『イーシャー・デモ』と呼ばれている）を録音した。、その後本格的な録音が開始された。
録音開始当初は従来通り4トラック・レコーダーを2台連動させる方法で録音していた。一方で途中から8トラック・レコーダーが導入されたことにより4人が同時に演奏する必要が無くなったため、メンバーは個別に作業を始めた。プロデューサーのジョージ・マーティンは、収録曲を減らして1枚のアルバムを制作するよう提案したが、最終的にはメンバーの主張を認めた。ハリスンの作品「ホワイル・マイ・ギター・ジェントリー・ウィープス」の録音にあたりエリック・クラプトンがリードギターで参加した。また、制作期間中、マッカートニーと対立したスターが一時的に作業から離れたことから、ビートルズ解散の原因のひとつと言われる作品でもある。本作についてマッカートニーは、ビデオ版『アンソロジー』の中で「このアルバムは脈絡がないだとか、ソロの曲ばっかりだとか言われるけど、後から色々言うのは簡単さ。ビートルズのホワイト・アルバムだぞ。黙れってんだ」と語っている。
当時の英国盤レコード番号：Apple PMC 7067-8（モノラル盤）/PCS 7067-8（ステレオ盤）、当時の英国盤にはモノラル盤とステレオ盤の2種類があり、このアルバムではステレオとモノラル間でのミキシングに違いのある曲が多い。米国盤はこのアルバムからステレオ盤のみの発売となり、モノラル盤は製造されていない。

### 売上
イギリスの「ミュージック・ウィーク」誌では、計8週間第1位を獲得。アメリカの「ビルボード」誌では、計9週間第1位を獲得し、1969年度年間ランキングでは第9位を記録している。1970年代以降、アルバム・チャートに何度か登場している。全米レコード協会 (RIAA) の売り上げ枚数の認定によると、2000年11月までのアメリカ国内での累計売り上げ数は1800万枚（900万セット） の売上を記録している。「キャッシュボックス」誌では、計12週間第1位を獲得し、1969年度年間ランキングでは第4位を記録している。2枚組のアルバムとしてはアメリカで最も売り上げた作品である。『Rolling Stone's 500 Greatest Albums of All Time』（2020年）では29位にランクされている。

### アルバム・ジャケット
サイケデリック調の派手なジャケットが一般的であった当時、真っ白なジャケットに題(The BEATLES)をエンボス加工し、通し番号が振られたジャケットはむしろ新鮮なものであった。デザインはリチャード・ハミルトン。映像版アンソロジーでのマッカートニーの発言によれば、レノンが通し番号「No.0000001」を所有していたとされる。
当初ジャケット写真にはスコットランドの画家ジョン・バーンが手がけたイラストが使用されることになっていたが、最終的に本作では使用されず、1980年に発売された編集盤『ビートルズ バラード・ベスト20』のジャケットに使用された。2012年にこのイラストがオークションにかけられている。この他には、メンバー4人の顔がイギリス海峡に彫られたデザインが考案され、こちらは海賊盤で使用されている。またハミルトンは、白いジャケットにコーヒーの染みや、リンゴを落とした跡を印刷で入れるアイディアを出していた。
前作『サージェント・ペパーズ・ロンリー・ハーツ・クラブ・バンド』同様、アルバムには付録がありメンバー4人の個別のポートレイトカード、裏面に楽曲の歌詞が印刷された様々な写真を散りばめたコラージュ・ポスターが添えられていた。こうした措置は前作『リボルバー』に引き続き、難解になっていく歌詞への理解を深めるための試みでもある。

## 50周年記念アニバーサリー・エディション
アルバムリリースから50周年を記念して2018年11月9日に50周年記念スペシャル・エディションが発売された。ビートルズのオリジナル・アルバムが特別仕様で発売されるのは、2017年の『サージェント・ペパーズ・ロンリー・ハーツ・クラブ・バンド』に次いで2作目となる。
2LP、4LPデラックス・エディション、3CDデラックス・エディション、スーパー・デラックス・エディション (6CD+Blu-ray Disc) の4形態でのリリース。
ディスク1と2には、ジャイルズ・マーティンとサム・オケルによる最新ステレオ・ミックスと5.1サラウンド・ミックスを収録。リミックスは2017年に発売された『サージェント・ペパーズ・ロンリー・ハーツ・クラブ・バンド 50周年記念アニバーサリー・エディション』とは異なり、1968年に発売されたオリジナル・ステレオ・ミックスを基にして制作された。
ディスク3（4LPデラックス・エディションではディスク3と4）は制作作業が始まる前に、ハリスンの自宅にメンバーが集まってデモ録音された、通称「イーシャー・デモ」が収録されている。
スーパー・デラックス・エディションは一見するとメンバーのポートレイトが表紙に印刷されているように見えるが、実際には透明なプラスチック製の外カバーにメンバーのポートレートが印刷されており、ブックレット本体はオリジナルと同じく真っ白で、初回プレスに準えて7桁の通し番号が施されており、1968年のオリジナル発売当時のLPに封入されていたポートレイトとポスターの復刻版（写真の解像度はオリジナルの物よりも上がっている）が封入されており、メンバーによる手書きの歌詞やメモ、レコーディング・シートなどの文字資料も含まれている。

## 収録曲
- 邦題の表記は、日本公式サイトに準拠[22]。
- 特記を除き、作詞作曲はレノン＝マッカートニーによるもの。

### オリジナル収録曲
| #         | タイトル                                                                                                | 作詞・作曲         | リード・ボーカル                     | 時間  |
| --------- | --- | ------------------ | ------------------------------------ | ----- |
| 1.        | 「バック・イン・ザ・U.S.S.R.」(Back In The U.S.S.R.)                                                    |                    | ポール・マッカートニー               | 2:43  |
| 2.        | 「ディア・プルーデンス」(Dear Prudence)                                                                 |                    | ジョン・レノン                       | 3:56  |
| 3.        | 「グラス・オニオン」(Glass Onion)                                                                       |                    | ジョン・レノン                       | 2:18  |
| 4.        | 「オブ・ラ・ディ、オブ・ラ・ダ」(Ob-La-Di, Ob-La-Da)                                                    |                    | ポール・マッカートニー               | 3:08  |
| 5.        | 「ワイルド・ハニー・パイ」(Wild Honey Pie)                                                              |                    | ポール・マッカートニー               | 0:52  |
| 6.        | 「ザ・コンティニューイング・ストーリー・オブ・バンガロー・ビル」(The Continuing Story Of Bungalow Bill) |                    | ジョン・レノン オノ・ヨーコ （一部） | 3:14  |
| 7.        | 「ホワイル・マイ・ギター・ジェントリー・ウィープス」(While My Guitar Gently Weeps)                      | ジョージ・ハリスン | ジョージ・ハリスン                   | 4:45  |
| 8.        | 「ハッピネス・イズ・ア・ウォーム・ガン」(Happiness Is A Warm Gun)                                       |                    | ジョン・レノン                       | 2:43  |
| 合計時間: | 合計時間:                                                                                               | 合計時間:          | 合計時間:                            | 23:39 |

| #         | タイトル                                                                                  | 作詞・作曲             | リード・ボーカル       | 時間  |
| --------- | ----------------------------------------------------------------------------------------- | ---------------------- | ---------------------- | ----- |
| 9.        | 「マーサ・マイ・ディア」(Martha My Dear)                                                  |                        | ポール・マッカートニー | 2:28  |
| 10.       | 「アイム・ソー・タイアード」(I'm So Tired)                                                |                        | ジョン・レノン         | 2:03  |
| 11.       | 「ブラックバード」(Blackbird)                                                             |                        | ポール・マッカートニー | 2:18  |
| 12.       | 「ピッギーズ」(Piggies)                                                                   | ジョージ・ハリスン     | ジョージ・ハリスン     | 2:04  |
| 13.       | 「ロッキー・ラックーン」(Rocky Raccoon)                                                   |                        | ポール・マッカートニー | 3:33  |
| 14.       | 「ドント・パス・ミー・バイ」(Don't Pass Me By)                                            | リチャード・スターキー | リンゴ・スター         | 3:51  |
| 15.       | 「ホワイ・ドント・ウィ・ドゥ・イット・イン・ザ・ロード」(Why Don't We Do It In The Road?) |                        | ポール・マッカートニー | 1:41  |
| 16.       | 「アイ・ウィル」(I Will)                                                                  |                        | ポール・マッカートニー | 1:46  |
| 17.       | 「ジュリア」(Julia)                                                                       |                        | ジョン・レノン         | 2:54  |
| 合計時間: | 合計時間:                                                                                 | 合計時間:              | 合計時間:              | 22:38 |

| #         | タイトル | 作詞・作曲         | リード・ボーカル                      | 時間  |
| --------- | --- | ------------------ | ------------------------------------- | ----- |
| 1.        | 「バースデイ」(Birthday) |                    | ポール・マッカートニー ジョン・レノン | 2:42  |
| 2.        | 「ヤー・ブルース」(Yer Blues) |                    | ジョン・レノン                        | 4:01  |
| 3.        | 「マザー・ネイチャーズ・サン」(Mother Nature's Son) |                    | ポール・マッカートニー                | 2:48  |
| 4.        | 「エブリボディーズ・ゴット・サムシング・トゥ・ハイド・エクセプト・ミー・アンド・マイ・モンキー」(Everybody's Got Something To Hide Except Me And My Monkey) |                    | ジョン・レノン                        | 2:24  |
| 5.        | 「セクシー・セディー」(Sexy Sadie) |                    | ジョン・レノン                        | 3:15  |
| 6.        | 「ヘルター・スケルター」(Helter Skelter) |                    | ポール・マッカートニー                | 4:29  |
| 7.        | 「ロング・ロング・ロング」(Long, Long, Long) | ジョージ・ハリスン | ジョージ・ハリスン                    | 3:06  |
| 合計時間: | 合計時間: | 合計時間:          | 合計時間:                             | 22:45 |

| #         | タイトル                                                                          | 作詞・作曲         | リード・ボーカル                                                   | 時間  |
| --------- | --------------------------------------------------------------------------------- | ------------------ | ------------------------------------------------------------------ | ----- |
| 8.        | 「レボリューション1」(Revolution 1)                                               |                    | ジョン・レノン                                                     | 4:15  |
| 9.        | 「ハニー・パイ」(Honey Pie)                                                       |                    | ポール・マッカートニー                                             | 2:41  |
| 10.       | 「サボイ・トラッフル」(Savoy Truffle)                                             | ジョージ・ハリスン | ジョージ・ハリスン                                                 | 2:54  |
| 11.       | 「クライ・ベイビー・クライ（隠しトラック「Can You Take Me Back?」」(Cry Baby Cry) |                    | - ジョン・レノン - ポール・マッカートニー（Can You Take Me Back?） | 3:02  |
| 12.       | 「レボリューション9」(Revolution 9)                                               |                    | ※                                                                  | 8:22  |
| 13.       | 「グッド・ナイト」(Good Night)                                                    |                    | リンゴ・スター                                                     | 3:13  |
| 合計時間: | 合計時間:                                                                         | 合計時間:          | 合計時間:                                                          | 24:27 |

### 50周年記念ボックス・セット収録曲
| #         | タイトル | 作詞・作曲             | 時間  |
| --------- | --- | ---------------------- | ----- |
| 1.        | 「バック・イン・ザ・U.S.S.R.」(Back In The U.S.S.R.) |                        | 2:59  |
| 2.        | 「ディア・プルーデンス」(Dear Prudence) |                        | 4:47  |
| 3.        | 「グラス・オニオン」(Glass Onion) |                        | 1:55  |
| 4.        | 「オブ・ラ・ディ、オブ・ラ・ダ」(Ob-La-Di, Ob-La-Da) |                        | 3:10  |
| 5.        | 「ザ・コンティニューイング・ストーリー・オブ・バンガロー・ビル」(The Continuing Story Of Bungalow Bill)                                                     |                        | 2:40  |
| 6.        | 「ホワイル・マイ・ギター・ジェントリー・ウィープス」(While My Guitar Gently Weeps)                                                                          | ジョージ・ハリスン     | 2:41  |
| 7.        | 「ハッピネス・イズ・ア・ウォーム・ガン」(Happiness Is A Warm Gun)                                                                                           |                        | 1:55  |
| 8.        | 「アイム・ソー・タイアード」(I'm So Tired) |                        | 3:10  |
| 9.        | 「ブラックバード」(Blackbird) |                        | 2:34  |
| 10.       | 「ピッギーズ」(Piggies) | ジョージ・ハリスン     | 2:05  |
| 11.       | 「ロッキー・ラックーン」(Rocky Raccoon) |                        | 2:44  |
| 12.       | 「ジュリア」(Julia) |                        | 3:56  |
| 13.       | 「ヤー・ブルース」(Yer Blues) |                        | 3:31  |
| 14.       | 「マザー・ネイチャーズ・サン」(Mother Nature's Son) |                        | 2:24  |
| 15.       | 「エブリボディーズ・ゴット・サムシング・トゥ・ハイド・エクセプト・ミー・アンド・マイ・モンキー」(Everybody's Got Something To Hide Except Me And My Monkey) |                        | 3:03  |
| 16.       | 「セクシー・セディー」(Sexy Sadie) |                        | 2:26  |
| 17.       | 「レボリューション」(Revolution) |                        | 4:06  |
| 18.       | 「ハニー・パイ」(Honey Pie) |                        | 1:59  |
| 19.       | 「クライ・ベイビー・クライ」(Cry Baby Cry) |                        | 2:27  |
| 20.       | 「サワー・ミルク・シー」(Sour Milk Sea) | ジョージ・ハリスン     | 3:43  |
| 21.       | 「ジャンク」(Junk) | ポール・マッカートニー | 2:36  |
| 22.       | 「チャイルド・オブ・ネイチャー」(Child Of Nature) | ジョン・レノン         | 2:37  |
| 23.       | 「サークルズ」(Circles) | ジョージ・ハリスン     | 2:16  |
| 24.       | 「ミーン・ミスター・マスタード」(Mean Mr. Mustard) |                        | 2:05  |
| 25.       | 「ポリシーン・パン」(Polythene Pam) |                        | 1:26  |
| 26.       | 「ノット・ギルティ」(Not Guilty) | ジョージ・ハリスン     | 3:05  |
| 27.       | 「ホワッツ・ザ・ニュー・メリー・ジェーン」(What's The New Mary Jane)                                                                                        |                        | 2:42  |
| 合計時間: | 合計時間: | 合計時間:              | 75:02 |

| #         | タイトル | 作詞・作曲                                                                                | 時間  |
| --------- | --- | ----------------------------------------------------------------------------------------- | ----- |
| 1.        | 「レボリューション1 (テイク18)」(Revolution 1 (Take 18)) |                                                                                           | 10:28 |
| 2.        | 「ア・ビギニング (テイク4) / ドント・パス・ミー・バイ (テイク7)」(A Beginning (Take 4) / Don't Pass By Me (Take 7))                                                                                             | ジョージ・マーティン（ア・ビギニング） リチャード・スターキー（ドント・パス・ミー・バイ） | 5:05  |
| 3.        | 「ブラックバード (テイク28)」(Blackbird (Take 28)) |                                                                                           | 2:15  |
| 4.        | 「エブリボディーズ・ゴット・サムシング・トゥ・ハイド・エクセプト・ミー・アンド・マイ・モンキー (アンナンバード・リハーサル)」(Everybody's Got Something To Hide Except Me And My Monkey (Unnumbered Rehearsal)) |                                                                                           | 2:43  |
| 5.        | 「グッド・ナイト (アンナンバード・リハーサル)」(Good Night (Unnumbered Rehearsal)) |                                                                                           | 0:39  |
| 6.        | 「グッド・ナイト (テイク10・ウィズ・ア・ギター・パート・フロム・テイク5)」(Good Night (Take 10 With a Guitar Part From Take 5))                                                                                 |                                                                                           | 2:31  |
| 7.        | 「グッド・ナイト (テイク22)」(Good Night (Take 22)) |                                                                                           | 3:46  |
| 8.        | 「オブ・ラ・ディ、オブ・ラ・ダ (テイク3)」(Ob-La-Di, Ob-La-Da (Take 3)) |                                                                                           | 2:54  |
| 9.        | 「レボリューション (アンナンバード・リハーサル)」(Revolution (Unnumbered Rehearsal)) |                                                                                           | 2:16  |
| 10.       | 「レボリューション (テイク14 - インストゥルメンタル・バッキング・トラック)」(Revolution (Take 14 - Instrumental Backing Track))                                                                                 |                                                                                           | 3:25  |
| 11.       | 「クライ・ベイビー・クライ (アンナンバード・リハーサル)」(Cry Baby Cry (Unnumbered Rehearsal)) |                                                                                           | 3:02  |
| 12.       | 「ヘルター・スケルター (ファースト・ヴァージョン - テイク2)」(Helter Skelter (First Version - Take 2)) |                                                                                           | 12:53 |
| 合計時間: | 合計時間: | 合計時間:                                                                                 | 51:57 |

| #         | タイトル | 作詞・作曲                             | 時間  |
| --------- | --- | -------------------------------------- | ----- |
| 1.        | 「セクシー・セディ (テイク3)」(Sexy Sadie (Take 3)) |                                        | 3:08  |
| 2.        | 「ホワイル・マイ・ギター・ジェントリー・ウィープス (アコースティック・ヴァージョン - テイク2)」(While My Guitar Gently Weeps (Acoustic Version - Take 2)) | ジョージ・ハリスン                     | 3:02  |
| 3.        | 「ヘイ・ジュード (テイク1)」(Hey Jude (Take 1)) |                                        | 6:44  |
| 4.        | 「セントルイス・ブルース (スタジオ・ジャム)」(Saint Louis Blues (Studio Jam))                                                                             | W.C.ハンディ                           | 0:51  |
| 5.        | 「ノット・ギルティ (テイク102)」(Not Guilty (Take 102))                                                                                                   | ジョージ・ハリスン                     | 4:28  |
| 6.        | 「マザー・ネイチャー・サン (テイク15)」(Mother Nature's Son (Take 15))                                                                                    |                                        | 3:11  |
| 7.        | 「ヤー・ブルース (テイク5・ウィズ・ガイド・ヴォーカル)」(Yer Blues (Take 5 With Guide Vocal))                                                             |                                        | 3:57  |
| 8.        | 「ホワッツ・ザ・ニュー・メリー・ジェーン (テイク1)」(What's The New Mary Jane (Take 1))                                                                   |                                        | 2:06  |
| 9.        | 「ロッキー・ラックーン (テイク8)」(Rocky Raccoon (Take 8))                                                                                                |                                        | 4:57  |
| 10.       | 「バック・イン・ザ・U.S.S.R. (テイク5 - インストゥルメンタル・バッキング・トラック)」(Back in the U.S.S.R. (Take 5 - Instrumental Backing Track))         |                                        | 3:09  |
| 11.       | 「ディア・プルーデンス (ヴォーカル、ギター&ドラムス)」(Dear Prudence (Vocal, Guitar & Drums))                                                             |                                        | 3:59  |
| 12.       | 「レット・イット・ビー (アンナンバード・リハーサル)」(Let It Be (Unnumbered Rehearsal))                                                                   |                                        | 1:17  |
| 13.       | 「ホワイル・マイ・ギター・ジェントリー・ウィープス (サード・ヴァージョン - テイク27)」(While My Guitar Gently Weeps (Third Version - Take 27))            | ジョージ・ハリスン                     | 3:17  |
| 14.       | 「ベイビー・アイ・ドント・ケア (スタジオ・ジャム)」((You're So Square) Baby I Don't Care (Studio Jam))                                                    | ジェリー・リーバーとマイク・ストーラー | 0:42  |
| 15.       | 「ヘルター・スケルター (セカンド・ヴァージョン - テイク17)」(Helter Skelter (Second Version - Take 17))                                                   |                                        | 3:39  |
| 16.       | 「グラス・オニオン (テイク10)」(Glass Onion (Take 10)) |                                        | 2:12  |
| 合計時間: | 合計時間: | 合計時間:                              | 50:39 |

| #         | タイトル | 作詞・作曲                              | 時間  |
| --------- | --- | --------------------------------------- | ----- |
| 1.        | 「アイ・ウィル (テイク13)」(I Will (Take 13))                                                                                          |                                         | 2:20  |
| 2.        | 「ブルー・ムーン (スタジオ・ジャム)」(Blue Moon (Studio Jam))                                                                          | ロレンツ・ハート リチャード・ロジャース | 1:11  |
| 3.        | 「アイ・ウィル (テイク29)」(I Will (Take 29))                                                                                          |                                         | 0:26  |
| 4.        | 「ステップ・インサイド・ラヴ (スタジオ・ジャム)」(Step Inside Love (Studio Jam))                                                       |                                         | 1:34  |
| 5.        | 「ロス・パラノイアス (スタジオ・ジャム)」(Los Paranoias (Studio Jam))                                                                  |                                         | 3:58  |
| 6.        | 「キャン・ユー・テイク・ミー・バック? (テイク1)」(Can You Take Me Back? (Take 1))                                                      |                                         | 2:22  |
| 7.        | 「バースデー (テイク2 - インストゥルメンタル・バッキング・トラック)」(Birthday (Take 2 - Instrumental Backing Track))                  |                                         | 2:40  |
| 8.        | 「ピッギーズ (テイク12 - インストゥルメンタル・バッキング・トラック)」(Piggies (Take 12 - Instrumental Backing Track))                 | ジョージ・ハリスン                      | 2:10  |
| 9.        | 「ハッピネス・イズ・ア・ウォーム・ガン (テイク19)」(Happiness Is A Warm Gun (Take 19))                                                 |                                         | 3:09  |
| 10.       | 「ハニー・パイ (インストゥルメンタル・バッキング・トラック)」(Honey Pie (Instrumental Backing Track))                                  |                                         | 2:43  |
| 11.       | 「サボイ・トラッフル (インストゥルメンタル・バッキング・トラック)」(Savoy Truffle (Instrumental Backing Track))                        | ジョージ・ハリスン                      | 2:56  |
| 12.       | 「マーサ・マイ・ディア (ウィズアウト・ブラス・アンド・ストリングス)」(Martha My Dear (Without Brass & Strings))                        |                                         | 2:29  |
| 13.       | 「ロング・ロング・ロング (テイク44)」(Long, Long, Long (Take 44))                                                                      | ジョージ・ハリスン                      | 2:54  |
| 14.       | 「アイム・ソー・タイアード (テイク7)」(I'm So Tired (Take 7))                                                                          |                                         | 2:29  |
| 15.       | 「アイム・ソー・タイアード (テイク14)」(I'm So Tired (Take 14))                                                                        |                                         | 2:17  |
| 16.       | 「ザ・コンティニューイング・ストーリー・オブ・バンガロー・ビル (テイク2)」(The Continuing Story Of Bungalow Bill (Take 2))             |                                         | 3:12  |
| 17.       | 「ホワイ・ドント・ウィ・ドゥ・イット・イン・ザ・ロード (テイク5)」(Why Don't We Do It In The Road? (Take 5))                           |                                         | 2:03  |
| 18.       | 「ジュリア (ツー・リハーサル)」(Julia (Two Rehearsals))                                                                                |                                         | 4:31  |
| 19.       | 「ジ・インナー・ライト (テイク6 - インストゥルメンタル・バッキング・トラック)」(The Inner Light (Take 6 - Instrumental Backing Track)) | ジョージ・ハリスン                      | 2:47  |
| 20.       | 「レディ・マドンナ (テイク2 - ピアノ・アンド・ドラムス)」(Lady Madonna (Take 2 - Piano and Drums))                                     |                                         | 2:25  |
| 21.       | 「レディ・マドンナ (バッキング・ヴォーカルズ・フロム・テイク3)」(Lady Madonna (Backing Vocals From Take3))                             |                                         | 0:54  |
| 22.       | 「アクロス・ザ・ユニバース (テイク6)」(Across The Universe (Take 6))                                                                   |                                         | 3:52  |
| 合計時間: | 合計時間: | 合計時間:                               | 55:22 |

| #         | タイトル | 作詞   | 作曲・編曲 | 時間  |
| --------- | --- | ------ | ---------- | ----- |
| 1.        | 「『ザ・ビートルズ (ホワイト・アルバム)』:PCMステレオ (2018ステレオ・ミックス)」(The Beatles PCM Stereo (2018 Stereo Mix))                                                                           |        |            | 93:25 |
| 2.        | 「『ザ・ビートルズ (ホワイト・アルバム)』:DTS-HD マスター・オーディオ 5.1」(The Beatles DTS-HD Master Audio 5.1 (2018))                                                                              |        |            | 93:25 |
| 3.        | 「『ザ・ビートルズ (ホワイト・アルバム)』:ドルビー True HD 5.1 (2018ステレオ・ミックス)」(The Beatles Dolby True HD 5.1 (2018))                                                                      |        |            | 93:25 |
| 4.        | 「『ザ・ビートルズ (ホワイト・アルバム)』:モノ (2018 オリジナル・モノ・ミックスからのダイレクト・トランス・ファー)」(The Beatles Mono (2018 Direct Transfer of ‘The White Album’ Original Mono Mix)) |        |            | 93:25 |
| 合計時間: | 合計時間: | 373:40 |            |       |

## クレジット
※出典
ビートルズ
- ジョン・レノン - リード・ボーカル、ハーモニー & バッキング・ボーカル、リズムギター、リードギター、アコースティック・ギター、ベース、アコースティック・ピアノ、ハモンドオルガン、ハーモニウム、ハーモニカ、サクソフォン、ドラムス (on "Back in the U.S.S.R.")、パーカッション(タンバリン、ハンドクラップ、ボイスパーカッション)、口笛、テープ・ループ、効果音
- ポール・マッカートニー - リード・ボーカル、ハーモニー & バッキング・ボーカル、ベース、リズムギター、リードギター、アコースティック・ギター、アコースティック・ピアノ、エレクトリックピアノ、ハモンドオルガン、パーカッション(ティンパニ、タンバリン、カウベル、ハンドシェイクベル、ハンドクラップ、フットタップ＆ボイスパーカッション)、ドラムス(on "Back in the U.S.S.R. ""Dear Prudence", "Wild Honey Pie" and "Martha My Dear")、口笛、リコーダー
- ジョージ・ハリスン - ハーモニー & バッキング・ボーカル、リードギター、リズムギター、アコースティック・ギター、ベース、ハモンドオルガン、ドラムス (on "Back in the U.S.S.R.")、パーカッション(タンバリン、ハンドクラップ、ボイスパーカッション)、効果音、リード・ボーカル(on "While My Guitar Gently Weeps"and "Piggies" and "Long, Long, Long" and "Savoy Truffle")
- リンゴ・スター - ドラム、パーカッション(タンバリン、ボンゴ、シンバル、マラカス、カスタネット、ボイスパーカッション)、ピアノ、スレイベル、リード・ボーカル(on "Don't Pass Me By "and "Good Night")、バッキング・ボーカル(on "The Continuing Story of Bungalow Bill")

外部ミュージシャン
- オノ・ヨーコ - バッキング・ボーカル(on "Birthday" .The Continuing Story of Bungalow Bill")、リード・ボーカル＆ハンドクラップ(on "The Continuing Story of Bungalow Bill")、声、効果音(on "Revolution 9")
- マル・エヴァンズ - バッキング・ボーカル＆ハンドクラップ(on "Dear Prudence")、ハンドクラップ(on "Birthday)、トランペット(on "Helter Skelter")
- エリック・クラプトン - リードギター(on "While My Guitar Gently Weeps")
- ジャック・ファロン - バイオリン(on "Don't Pass Me By")
- パティ・ボイド - バッキング・ボーカル(on "Birthday")
- ジャッキー・ロマックス - バッキング・ボーカル＆ハンドクラップ(on "Dear Prudence")
- ジョン・マッカートニー - バッキング・ボーカル＆ハンドクラップ(on "Dear Prudence")
- モーリン・コックス - バッキング・ボーカル(on "The Continuing Story of Bungalow Bill")

セッション・ミュージシャン
- テッド・バーカー - トロンボーン (on"Martha My Dear")
- レオン・カルヴァート - トランペット、フリューゲルホルン (on"Martha My Dear")
- バーナード・ミラー、デニス・マコーネル、ルー・ソフィア、レ・マドックス - バイオリン (on"Martha My Dear")
- レオ・バーンバウム、ヘンリー・マイヤーズコー - ヴィオラ (on"Martha My Dear")
- フレドリック・アレキサンダー、ピーター・ホーリング - チェロ (on"Martha My Dear")
- アルフ・リース - チューバ(on"Martha My Dear")
- ヘンリー・ダティナー、エリック・ボウイ、ノーマン・レダーマン、ロナルド・トーマス - バイオリン(on "Glass Onion")
- ジョン・アンダーウッド、キース・カミングス - ヴィオラ(on "Glass Onion")
- エルドン・フォックス- チェロ(on "Glass Onion")
- レジナルド・キルビー- チェロ(on "Glass Onion". "Martha My Dear")
- アート・エレフソン、ダニー・モス、デレック・コリンズ - テナー・サクソフォン (on "Savoy Truffle")
- ロニー・ロス、バーナード・ジョージ - バリトン・サクソフォン(on "Savoy Truffle")
- ハリー・クレイン- テナー・サクソフォン (on "Savoy Truffle" and "Honey Pie")
- デニス・ウォルトン、ロナルド・チェンバレン、ジム・チェスト、レックス・モリス - サクソフォン(on "Honey Pie")
- レイモンド・ニューマン、デヴィッド・スミス- クラリネット (on "Honey Pie")
- フランシー・シュワルツ - バッキング・ボーカル(on "Revolution 1")
- デレク・ワトキンス、フレディ・クレイトン - トランペット(on "Revolution 1")
- ドン・ラング、レックス・モーリス、J.パワー、ビル・ポベイ - トロンボーン(on "Revolution 1")
- マイク・サムズ・シンガーズ - コーラス(on "Good Night")
- 演奏者不明 - バイオリン（12丁）、ヴィオラ（3丁）、チェロ（3台）、フルート（3本）、クラリネット、ホルン、ヴィブラフォン、ダブル・ベース、ハープ(on "Good Night")

プロデューサー、スタッフ
- ジョージ・マーティン - プロデューサー、ストリングス＆ブラス＆クラリネット＆オーケストラ・アレンジメント、ピアノ(on "Rocky Raccoon")
- クリス・トーマス - プロデューサー、メロトロン(on "The Continuing Story of Bungalow Bill")、ハープシコード(on "Piggies")、ピアノ(on "Long, Long, Long")、エレクトリックピアノ、オルガン、サクソフォン・アレンジメント(on "Savoy Truffle")
- ケン・スコット - エンジニア、ミキサー
- ジェフ・エメリック - エンジニア、声(on "Revolution 9")
- バリー・シェフィールド - エンジニア

## チャート成績

### 週間チャート
| チャート (1968年 - 1970年)                 | 最高位 |
| ------------------------------------------ | ------ |
| オーストラリア (Kent Music Report)         | 1      |
| カナダ (RPM Album Chart)                   | 1      |
| フランス (SNEP)                            | 1      |
| ノルウェー (VG-lista)                      | 1      |
| スウェーデン (Sverigetopplistan)           | 1      |
| スペイン (Productores de Música de España) | 1      |
| UK アルバムズ (OCC)                        | 1      |
| US Billboard Top LPs                       | 1      |
| 西ドイツ (Media Control Albums Chart)      | 1      |

| チャート (1987年)     | 最高位 |
| --------------------- | ------ |
| 日本 (オリコン)       | 4      |
| オランダ (MegaCharts) | 35     |
| UK アルバムズ (OCC)   | 18     |

| チャート (2009年)                      | 最高位 |
| -------------------------------------- | ------ |
| オーストラリア (ARIA)                  | 15     |
| オーストリア (Ö3 Austria)              | 21     |
| ベルギー (Ultratop Flanders)           | 18     |
| ベルギー (Ultratop Wallonia)           | 23     |
| デンマーク (Tracklisten)               | 16     |
| フィンランド (Suomen virallinen lista) | 33     |
| ドイツ (Offizielle Top 100)            | 31     |
| イタリア (FIMI)                        | 20     |
| 日本 (オリコン)                        | 19     |
| オランダ (MegaCharts)                  | 65     |
| ニュージーランド (RMNZ)                | 23     |
| ノルウェー (VG-lista)                  | 39     |
| ポルトガル (AFP)                       | 7      |
| スペイン (PROMUSICAE)                  | 30     |
| スウェーデン (Sverigetopplistan)       | 11     |
| スイス (Schweizer Hitparade)           | 27     |
| UK アルバムズ (OCC)                    | 21     |
| US Top Pop Catalog Albums (Billboard)  | 7      |

| チャート (2018年)                      | 最高位 |
| -------------------------------------- | ------ |
| オーストラリア (ARIA)                  | 10     |
| オーストリア (Ö3 Austria)              | 4      |
| ベルギー (Ultratop Flanders)           | 3      |
| ベルギー (Ultratop Wallonia)           | 8      |
| デンマーク (Tracklisten)               | 4      |
| フィンランド (Suomen virallinen lista) | 8      |
| イタリア (FIMI)                        | 14     |
| オランダ (MegaCharts)                  | 2      |
| ニュージーランド (RMNZ)                | 18     |
| ノルウェー (VG-lista)                  | 27     |
| ポルトガル (AFP)                       | 7      |
| スペイン (PROMUSICAE)                  | 7      |
| スウェーデン (Sverigetopplistan)       | 1      |
| スイス (Schweizer Hitparade)           | 6      |
| 日本 (オリコン)                        | 6      |
| 日本 (Japan Hot Albums)                | 4      |
| 日本 (Top Albums Sales)                | 4      |
| UK アルバムズ (OCC)                    | 4      |
| US Billboard 200                       | 6      |

### 年間チャート
| チャート (1968年) | 順位 |
| ----------------- | ---- |
| UK Albums (OCC)   | 2    |

| チャート (1969年)                  | 順位 |
| ---------------------------------- | ---- |
| オーストラリア (Kent Music Report) | 2    |
| UK Albums (OCC)                    | 10   |
| US Billboard Pop Albums            | 8    |

### 年代末チャート
| チャート (1960年代) | 順位 |
| ------------------- | ---- |
| UK Albums (OCC)     | 9    |

## 認定
| 国/地域                                                                                  | 認定         | 認定/売上数 |
| ---------------------------------------------------------------------------------------- | ------------ | ----------- |
| アルゼンチン (CAPIF) 「Album Blanco」として認定                                          | Platinum     | 60,000^     |
| アルゼンチン (CAPIF) 「The White Album」として認定                                       | Gold         | 30,000^     |
| オーストラリア (ARIA)                                                                    | 2× Platinum  | 140,000^    |
| カナダ (Music Canada)                                                                    | 8× Platinum  | 800,000^    |
| カナダ (Music Canada) 2009年再発盤                                                       | Gold         | 40,000^     |
| フランス (SNEP)                                                                          | Gold         | 257,600     |
| イタリア (FIMI) 2009年以降の売上                                                         | Gold         | 30,000*     |
| ニュージーランド (RMNZ)                                                                  | 2× Platinum  | 30,000^     |
| イギリス (BPI)                                                                           | 2× Platinum  | 600,000^    |
| アメリカ合衆国 (RIAA)                                                                    | 24× Platinum | 12,000,000  |
| * 認定のみに基づく売上数 · ^ 認定のみに基づく出荷枚数 · 認定のみに基づく売上数と再生回数 |              |             |

 英国レコード産業協会による認定は、1994年以降の売上によるもの。

## 関連文献
- 『バンドスコア　ザ・ビートルズ 』（シンコーミュージック、2003年5月15日）ISBN 978-4401361748